# Saison 5 de Un, dos, tres
Chronologie
Saison 4 Saison 6
Cet article présente le guide des épisodes de la cinquième saison de la série télévisée espagnole Un, dos, tres.
Remarque : Le format des épisodes diffère de la chaine de diffusion d'origine à la France : certains épisodes VF contiennent une partie de deux épisodes VO différents. En Espagne, la cinquième saison comporte 14 (80 min) épisodes contre 22 (50 min) en France. De fait, Il est impossible de donner les titres originaux des épisodes répertoriés ici.

## Généralités
- En Espagne, cette saison est diffusée à partir du 13 avril 2004 sur Antena 3[1].
- En France, depuis le 16 août 2005 sur M6, toujours du lundi au vendredi en avant-soirée[2]. Les épisodes sont remontés et de nombreuses scènes sont coupées afin de correspondre au format standard de 52 minutes[3].
- Cette saison est marquée par de nombreux changements : Beatriz Rico et Víctor Mosqueira, présents depuis le début, quittent la série et sont remplacés par Esther Arroyo[4], Juan Echanove[5],[6] et Marta Ribera[1]. Álex González[7] et Israel Rodríguez (es) obtiennent un rôle récurrent, et Fanny Gautier, de son côté, est promue principale. De plus, le registre comique prend désormais une place beaucoup plus importante que lors des deux précédentes saisons[1],[8]. Enfin, la série change également de générique.
- La saison 5 couvre le second semestre de la troisième et dernière année d'études des élèves de l'école des Arts de la Scène de Carmen Arranz.

## Distribution

### Acteurs principaux
- Beatriz Rico (VF : Laurence Mongeaud) : Diana de Miguel (épisodes 1 à 4)
- Víctor Mosqueira (VF : Tanguy Goasdoué) : Cristóbal Souto (épisodes 1 à 4)
- Alfonso Lara (VF : Guillaume Lebon) : Juan Taberner
- Esther Arroyo (VF : Chantal Baroin) : Irene Miró
- Fabián Mazzei (es) (VF : Constantin Pappas) : Horacio Alonso
- Toni Acosta (VF : Ivana Coppola) : Jacinthe « J.J. » Jiménez
- Fanny Gautier (VF : Pauline de Meurville) : Alicia Jáuregui
- Pablo Puyol (VF : Anatole de Bodinat) : Pedro Salvador
- Beatriz Luengo (VF : Catherine Desplaces) : Dolores « Lola » Fernández
- Miguel Ángel Muñoz (VF : Franck Monsigny) : Roberto Arenales
- Mónica Cruz (VF : Agnès Manoury) : Silvia Jáuregui
- Silvia Marty (VF : Valérie Nosrée) : Ingrid Muñoz
- Raúl Peña (VF : Didier Cherbuy) : Jerónimo « Jero » Ruiz
- Dafne Fernández (VF : Adeline Moreau) : Marta Ramos
- Pedro Peña (VF : Robert Darmel) : Antonio Milá
- Juan Echanove (VF : Yves Beneyton) : Mariano Cuéllar
- Lola Herrera (VF : Tania Torrens) : Carmen Arranz

### Acteurs récurrents
- Chiqui Fernández (es) (VF : Anne Dolan) : Paula Lacarino
- Mario Martín (es) (VF : Alain Choquet) : Román Fernández
- Arantxa Valdivia (VF : Laura Zichy) : Luisa Ruiz
- Erika Sanz (VF : Stéphanie Hédin) : Erika
- Patricia Arizmendi (VF : Catherine Cipan) : Sonia
- Omar Muñoz (VF : Catherine Desplaces) : Jorge Fernández
- María Palacios : Jennifer
- Marta Ribera (VF : Marie Diot) : Eva Ruiz (à partir de l'épisode 4)
- Israel Rodríguez (es) : Friqui (à partir de l'épisode 10)
- Álex González : Ufo (à partir de l'épisode 10)
- Yotuel Romero (VF : Frantz Confiac) : Pavel Rodríguez (épisodes 6 et 7)
- Jorge Sanz : Manuel (épisodes 6, 7, 18 et 19)
- Víctor Valverde (es) : Federico (épisodes 6 à 8)
- Pilar Bardem : Nuria Casado (épisodes 6 à 8)
- Amparo Soler Leal : Amelia Bilbao (épisodes 6 à 8)
- José Ángel Egido (VF : Sylvain Lemarié) : Víctor Arenales (épisodes 9, 13 et 15)
- Jonatan Cerrada (VF : lui-même) : Jonatan Fernández (épisodes 10 à 13)
- Amparo Vega : Mère de Roberto (épisodes 12, 13 et 17)
- Sonia Castelo (es) : Paloma Herrera (épisodes 13 à 16, 18 à 20)
- Pepón Nieto : Segis Taberner (épisodes 19 à 21)
- William Miller (es) (VF : Thomas Roditi) : Nacho Salinas (épisode 21)

### Invités
- Chayanne (épisode 2)
- Victor Manuel (épisode 8)
- Alicia Senovilla (es) (épisode 11)
- Joaquín Luqui (es) (épisode 13)
- Paz Padilla (scène coupée dans la VF ; crossover avec la série Mes adorables voisins)

## Épisodes

### Épisode 1:Une rentrée mouvementée
- Espagne : 13 avril 2004 sur Antena 3[1]
- France : 16 août 2005 sur M6[2]

- U can't touch this (Live) et Me siento bien - UPA Dance
- Mixed Up World - Sophie Ellis-Bextor
- Los Peces en el Rio - Coro infantil "Los Juglares"
- Like a Virgin - Madonna (version de Manel Santisteban)

### Épisode 2:Peine de cœur
- Like a Virgin - Madonna (version de Manel Santisteban)
- Liebestraum n°3 en la bémol majeur - Franz Liszt
- Standing Together - Sidonie (scène coupée dans la VF)
- Vaivén - Chayanne

### Épisode 3:Mariage Royal
- Dirás que estoy loco - Miguel Ángel Muñoz
- Crazy - Patsy Cline (interprétée par Beatriz Luengo et Pablo Puyol)
- Girls Just Want To Have Fun - Cyndi Lauper (version de Manel Santisteban)

### Épisode 4:L’Héritage
- Schön Rosmarin - Fritz Kreisler
- You Do Something To Me - Cole Porter (interprétée par Marta Ribera)
- Dirás que estoy loco - Miguel Ángel Muñoz
- What Have You Done for Me Lately - Janet Jackson (version de Manel Santisteban)
- Jumpin - Liberty X
- King of the Road - Roger Miller (interprétée par Pablo Puyol)

### Épisode 5:Bye bye Hollywood
- What Have You Done for Me Lately - Janet Jackson (version de Manel Santisteban)
- Eastern Eyes - Nitin Sawhney
- You Can't Hurry Love - The Supremes
- Jumpin - Liberty X

### Épisode 6:Les Veuves joyeuses
- Noche en vela - Guaraná
- True - Jaimeson (en)

### Épisode 7:La manière forte
- Hava Naguila - DJ Jacob
- Take Control - Jaimeson (en)
- Symphonie N° 101 en ré majeur « L'horloge » - Joseph Haydn

### Épisode 8:L’Insulte
- Contact - Edwin Starr (version de Manel Santisteban)
- Dirás que estoy loco - Miguel Ángel Muñoz
- I'll Be There - The Jackson Five (interprétée par Beatriz Luengo)

### Épisode 9:Suivez le guide
- Oops!... I Did It Again - Britney Spears (version de Manel Santisteban)
- Drum'n Boogaloo - Mo' Horizons (en)
- Dirás que estoy loco - Miguel Ángel Muñoz

### Épisode 10:Faux et usage de faux
- Sex Bomb - Tom Jones feat. Mousse T. (interprétée par Lan Chuen)
- You Can't Hurry Love - The Supremes (interprétée par Miguel Ángel Muñoz)
- Drum'n Boogaloo - Mo' Horizons (en)
- Fly Away - Magic Number feat. Jane Hamilton
- Rockin' with the Rhythm of the Rain - The Judds (version de Manel Santisteban)
- Siempre Mañana (Tomorrow Forever) - Jonatan Cerrada

### Épisode 11:Harcèlement
- Rockin' with the Rhythm of the Rain - The Judds (version de Manel Santisteban)
- Dirás que estoy loco - Miguel Ángel Muñoz
- À chaque pas - Jonatan Cerrada
- Gonna Be (Boogie Remix) - Mo' Horizons (en)
- Maybe Tomorrow - Stereophonics
- Fly Away - Magic Number feat. Jane Hamilton

### Épisode 12:Le scoop
- Le Lac des cygnes, Op. 20, Acte III: Danse Napolitaine - Tchaïkovski
- Quién es el Ladrón - Miguel Ángel Muñoz
- Tell me, tell me... Baby - NSYNC (version de Manel Santisteban)
- C'est l'amour - OST La Famille Serrano
- On Broadway - George Benson (version de Manel Santisteban)

### Épisode 13:Petites cachotteries
- Second chance - Rickie Lee Jones
- Be Young, Be Foolish, Be Happy - The Tams (en) (interprétée par Beatriz Luengo et Pablo Puyol)
- Encontrarás (Tu trouveras) - Natasha St-Pier
- Son of a Preacher Man - Dusty Springfield (interprétée par Beatriz Luengo et Pablo Puyol)

### Épisode 14:En solo
- El delito del amor - Le Punk
- Caminando - Lou Garx
- Quién es el Ladrón - Miguel Ángel Muñoz
- Be Young, Be Foolish, Be Happy - The Tams (en) (interprétée par Beatriz Luengo et Pablo Puyol)

### Épisode 15:Ah l’amour… Toujours l’amour
- Only You - Yazoo (version de Manel Santisteban)
- I Love the Nightlife (Disco 'Round) - Alicia Bridges
- Beautiful Ones - Suede

### Épisode 16:Aux grands maux…
- Independent Women - Destiny's Child (OST Charlie et ses drôles de dames ; version de Manel Santisteban)
- I've Got You Under My Skin - Frank Sinatra (interprétée par Marta Ribera)
- Sunrise - Norah Jones
- You Can't Hurry Love - The Supremes

### Épisode 17:… Les grands remèdes
- Garlochi - Basilio García Clavero
- I've Got You Under My Skin - Frank Sinatra (interprétée par Marta Ribera)
- Enjoy The Ride - Marlango

### Épisode 18:Une affaire de dupes
- Anticipating - Britney Spears (version de Manel Santisteban)
- Space Cowboy (Yippie-Yi-Yay) - NSYNC feat. Lisa "Left Eye" Lopes

### Épisode 19:Les Chevaliers de la Table Ronde
- Anticipating - Britney Spears (version de Manel Santisteban)
- Dirás que estoy loco - Miguel Ángel Muñoz
- Burning Love - Elvis Presley (interprétée par Pablo Puyol)

### Épisode 20:L'Inconnu
- Señorita - Justin Timberlake (version de Manel Santisteban)
- Casse-Noisette, Op. 71, Acte II Scène 3: Le chocolat (danse espagnole) - Tchaïkovski

### Épisode 21:Fuir le bonheur
- Burning Love - Elvis Presley (interprétée par Pablo Puyol)
- Señorita - Justin Timberlake (version de Manel Santisteban)
- Toxic - Britney Spears (version de Manel Santisteban)
- Mistica - Orishas

### Épisode 22:Jour de Fête
- Casse-Noisette, Op. 71, Acte II, Scène 3: Valse finale - Tchaïkovski
- Escapade - Janet Jackson (version de Manel Santisteban ; absente dans la VF)
- If You Leave Me Now - Chicago (interprétée par Beatriz Luengo)
- Hey Ya! - OutKast (version de Manel Santisteban)